# Eduard Arnold Martin
Eduard Arnold Martin (født 22. april 1809 i Heidelberg, død 5. december 1875 i Berlin) var en tysk gynækolog, søn af Christoph Martin, far til Ernst og August Eduard Martin.
Martin var oprindelig jurist som sin far, men studerede senere medicin, promoverede i Göttingen 1833 med en afhandling: De lithogenesi præsertim urinaria og blev ekstraordinær professor i Jena 1837, direktør for fødselsanstalten og jordemoderskolen 1846 samt ordentlig professor 1850. Han kaldtes — som Dietrich Buschs efterfølger — til Berlin 1850 og oprettede der en gynækologisk afdeling ved Charité-hospitalet, svarende til en gynækologisk privatklinik, som han, blandt de første i Tyskland, havde haft i Jena. 
Han var den første tysker, der anvendte narkose ved fødsel (Über die künstliche Anaesthesie bei Geburten durch Chloroformdämpfe, 1848) og hans navn er knyttet til et af ham angivet fødselshjælperhåndgreb (pegefingerens indførelse i barnets mund samtidig med, at hovedet presses ned med den anden hånd), der senere især anvendes af Wigand. Han studerede særligt det kvindelige bækkens fysiologi og patologi, angav en bækkenmaaler og opfandt flere instrumenter (en fødselstang, en kefalotryptor, et perforatorium med mere). 
Af hans skrifter kan fremhæves Lehrbuch der Geburtshülfe für Hebammen (Erlangen 1854, adskillige oplag), Handatlas der Gynækologie und Geburtshülfe (Berlin 1862, 2. oplag 1878), Die Neigungen und Beugungen der Gebärmutter (Berlin 1866, 2. udgave 1870). Desuden grundlagde han Zeitschrift für Geburtshülfe und Frauenkrankheiten (1875). 